# Доктор військових наук
Доктор військових наук — вищий науковий ступінь у галузі військових наук. В Україні існує два наукових ступені: «доктор наук» та «кандидат наук». Доктор наук — вищий науковий ступінь, який присуджують на підставі захисту докторської дисертації, яка являє собою сукупність результатів, що розв'язують важливу наукову або науково-прикладну проблему. Захист дисертації відбувається на відкритому засіданні спеціалізованої вченої ради, що складається з докторів наук, яким Міністерством освіти і науки України надано право розглядати дисертації з певної спеціальності.

## Порядок присудження наукового ступеня
Порядок присудження наукового ступеня «доктор наук» визначено Постановою Кабінету Міністрів України.
Науковий ступінь доктора наук присуджує спеціалізована вчена рада на підставі прилюдного захисту дисертації особою, яка має науковий ступінь кандидата наук, і затверджується Міністерством освіти і науки України з урахуванням висновку відповідної експертної ради.
Докторський ступінь є достатнім, щоб у вищих навчальних закладах посісти місце професора. Докторський ступінь країн СНД і більшості країн Заходу кардинально відрізняється. Ступінь Ph.D. (доктор філософії) приблизно еквівалентний ступеню кандидата наук.

## Спеціальності, за якими присуджують науковий ступінь «Доктор військових наук»
У галузі «Військові науки» науковий ступінь присуджують за спеціальностями:
- 20.01.01 — воєнне мистецтво;
- 20.01.05 — будівництво Збройних Сил;
- 20.01.07 — оборонна економіка;
- 20.01.08 — тил Збройних Сил;
- 20.01.10 — розвідка та іноземні армії;
- 20.01.12 — радіоелектронна боротьба, способи та засоби;
- 20.02.04 — військова географія;
- 20.02.05 — інженерне обладнання театрів воєнних дій;
- 20.02.11 — засоби та методи військової навігації;
- 20.02.12 — військова кібернетика, системи управління та зв'язок;
- 20.02.14 — озброєння і військова техніка;
- 20.02.15 — гідроаеродинаміка, динаміка руху та маневрування бойових засобів;
- 20.02.20 — теорія стрільби;
- 20.02.22 — військова історія;
- 20.02.23 — засоби захисту від зброї масового ураження.

У галузі «Національна безпека» за науковими спеціальностями:
- 21.03.01 — гуманітарна і політична безпека держави;
- 21.03.02 — регіональна безпека держави;
- 21.03.03 — геополітика;
- 21.07.02 — розвідувальна діяльність органів державної безпеки.
- 21.07.05 — службово-бойова діяльність сил охорони правопорядку;
- 21.08.01 — іноземні держави та їхні потенціали.